# Litsea clemensii
Litsea clemensii är en lagerväxtart som beskrevs av C. K. Allen. Litsea clemensii ingår i släktet Litsea och familjen lagerväxter. Inga underarter finns listade i Catalogue of Life.